# Archives historiques de la ville de Barcelone
Les Archives historiques de la ville de Barcelone (en catalan : Arxiu Històric de la Ciutat de Barcelona) (AHCB) sont les archives responsables de la garde, du traitement et de la diffusion de la documentation produite par les organes de la ville de Barcelone depuis la création du régime municipal, au milieu du XIIIe siècle jusqu'au premier tiers du XIXe siècle, ainsi que d'autres documents d'archives, bibliographiques ou médias d'intérêt pour l'histoire de Barcelone. C'est l'un des centres qui composent actuellement les Archives municipales de Barcelone.